# Бело блато
Бело блато (на сръбски: Бело Блато или Belo Blato; на словашки: Biele Blato-Lízika; на унгарски: Nagyerzsébetlak, Erzsébetlak или Torontál-Erzsébetlak, на немски: Elisenheim) е село, разположено в община Зренянин, в Среднобанатски окръг на Автономната област Войводина, Република Сърбия.
Според преброяването в Сърбия от 2002 година село Бело блато има население от 1473 жители. Според етническата си принадлежност населението има следния състав:
- словаци – 591
- унгарци – 488
- българи – 128
- сърби – 118
- и други

До края на Втората световна война селото е имало и немски жители (заселили се след 1870 година), но те са били изселени. През 1931 година немците в селото са 326 души.

## Българи
Българите в Бело блато са част от банатските българи, преселени в селото през 1885 година от днешна Румъния, главно от Стар Бешенов (Дудещи веки). Според унгарската статистика от 1910 година техният брой е 312 души.
Данни, предоставени през 1935 година на българския пълномощен министър в Белград Димо Казасов, посочват 80 български къщи или 300 българи в Бело блато. В други дипломатически сведения, от 1942 година се говори за 270 българи в 85 къщи.
През 1999 г. в Бело блато е основано Българско павликянско културно-просветно дружество „Трандафер“ (Трендафил) с председател местния свещеник Стоян Калапиш.Той е свещеник в съседният град Зренянин. Според неговата майка (по -нейни думи това са учили в училище)те са дошли ,защото са бягали от робия и за да ги спаси един католически епископ трябвало да приемат католицизма през 1738 година.От 2000 година започва да функционира и неделно училище, в което се изучава български език.Жената която се грижи училището да функционира се казва Мария Пеньов.